# مشکاوانک
مشکاوانک (ارمنی: Մշկավանք؛ انگلیسی: Mshkavank همچنین ارمنی: Մշակավանք) یک صومعه حواری ارمنی واقع در روستای کوغب در استان تاووش، ارمنستان می‌باشد. ساخت و ساز این ساختمان در سده‌های ۱۲ام و ۱۳ام میلادی به پایان رسید. این بنا به سبک معماری ارمنی طراحی شده‌است.

## نگارخانه

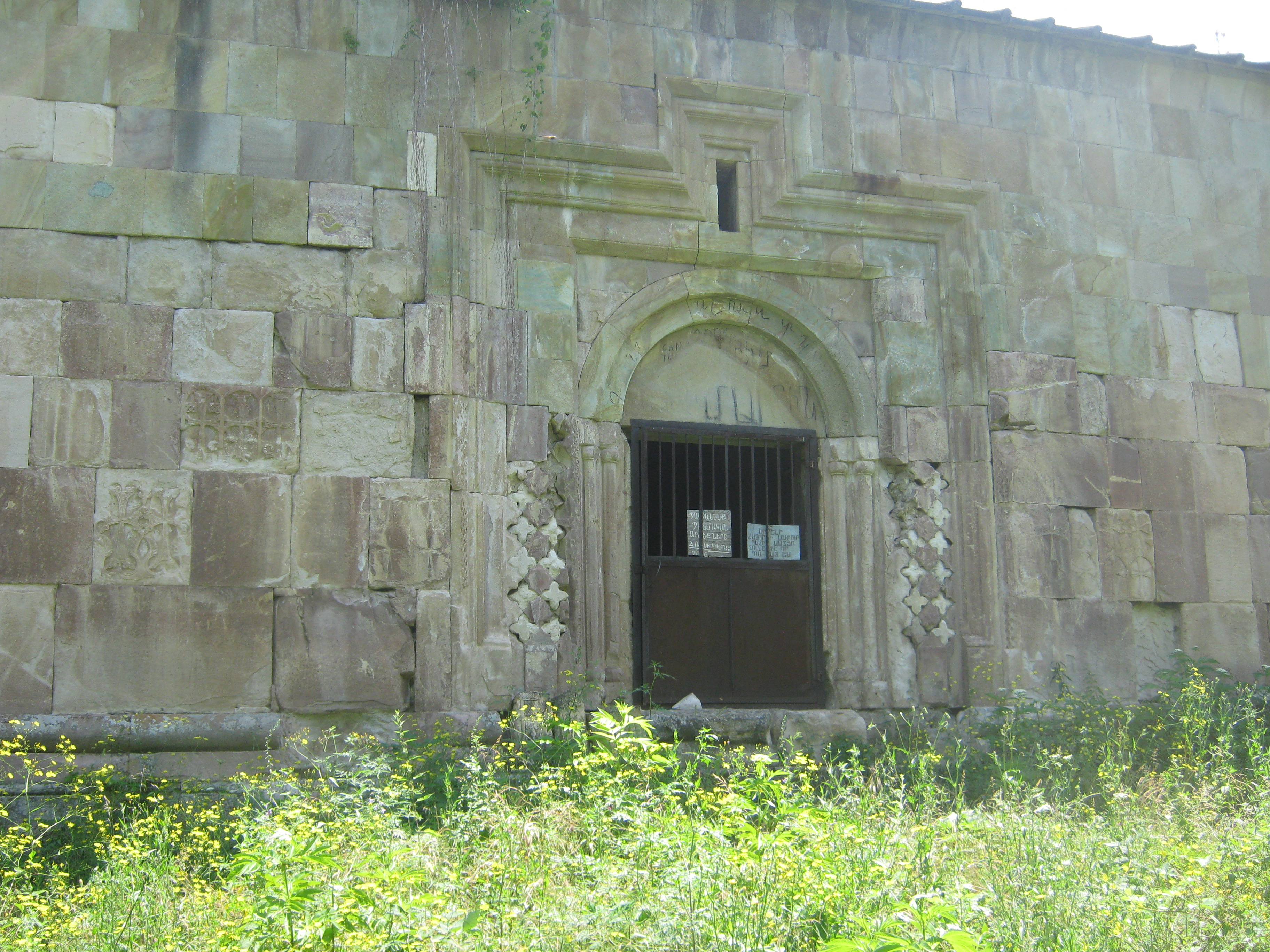
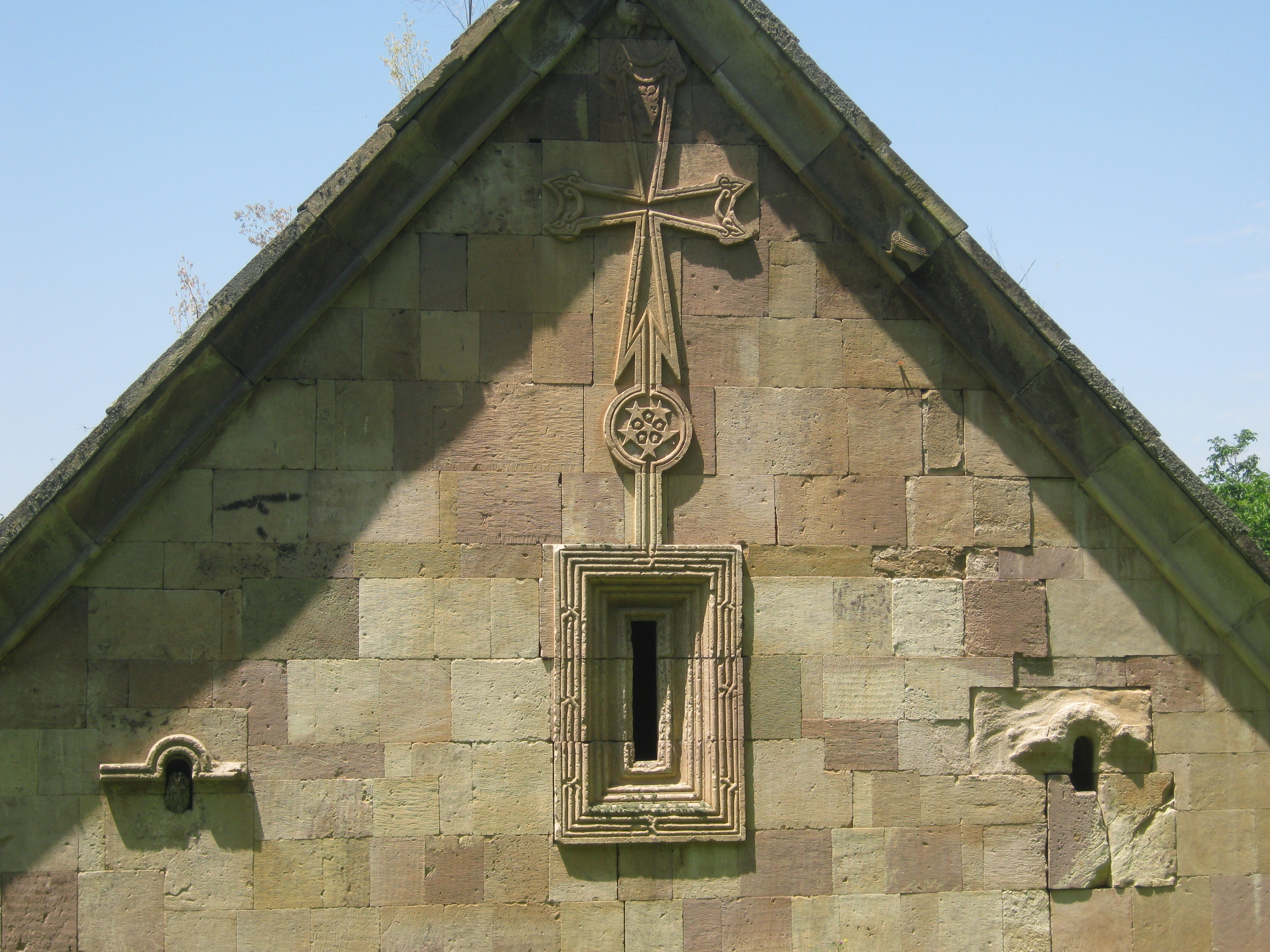
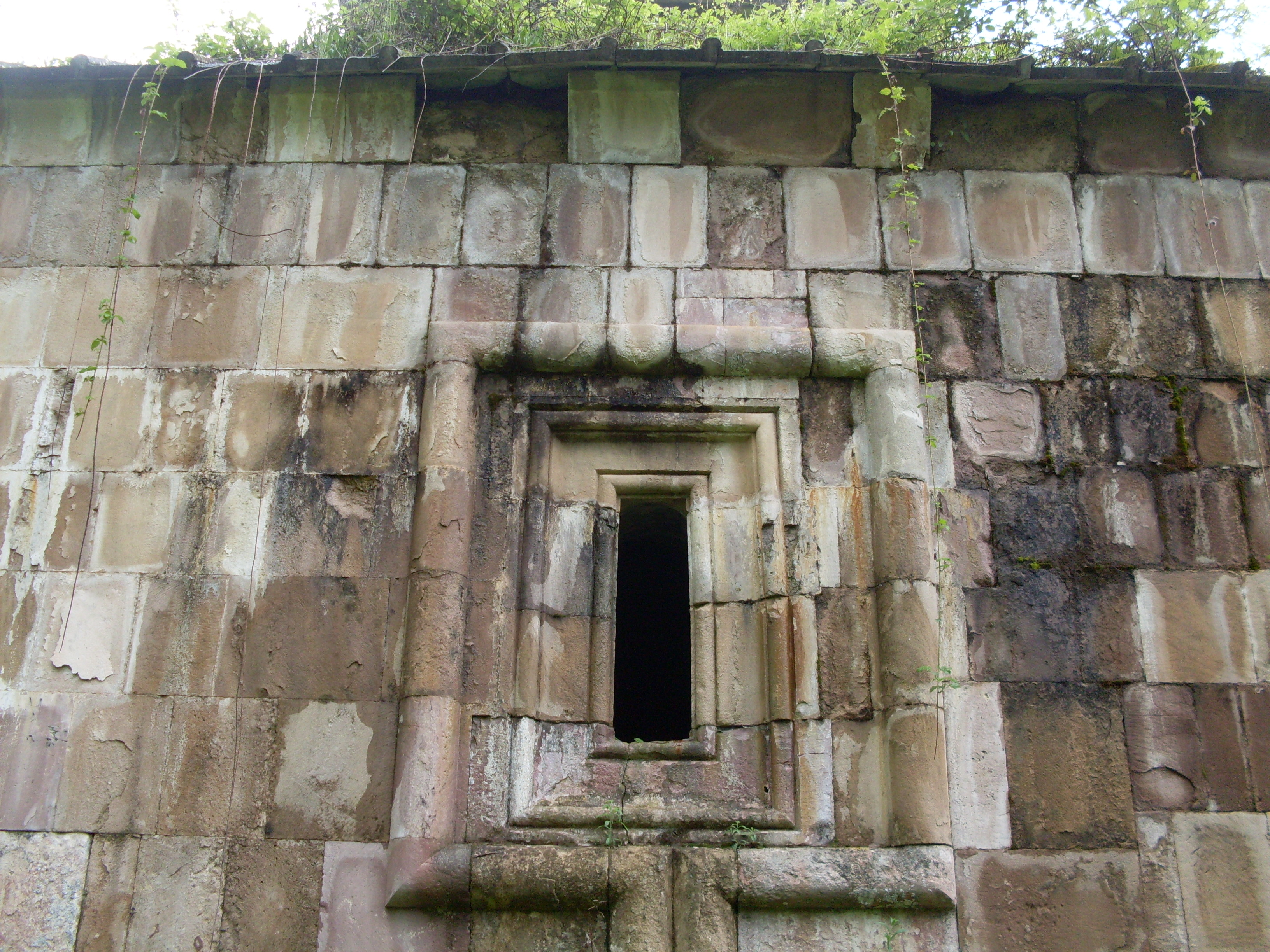
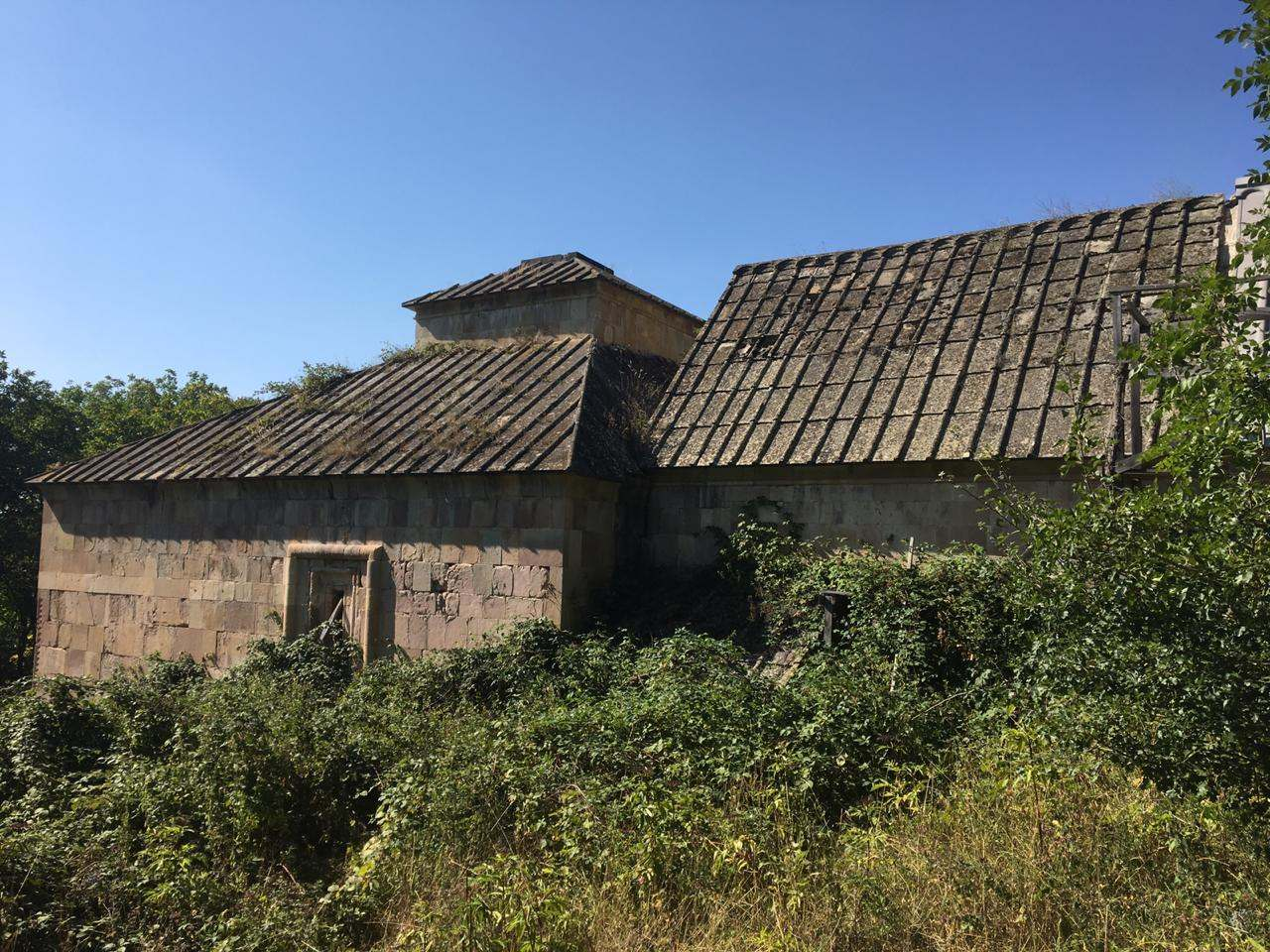
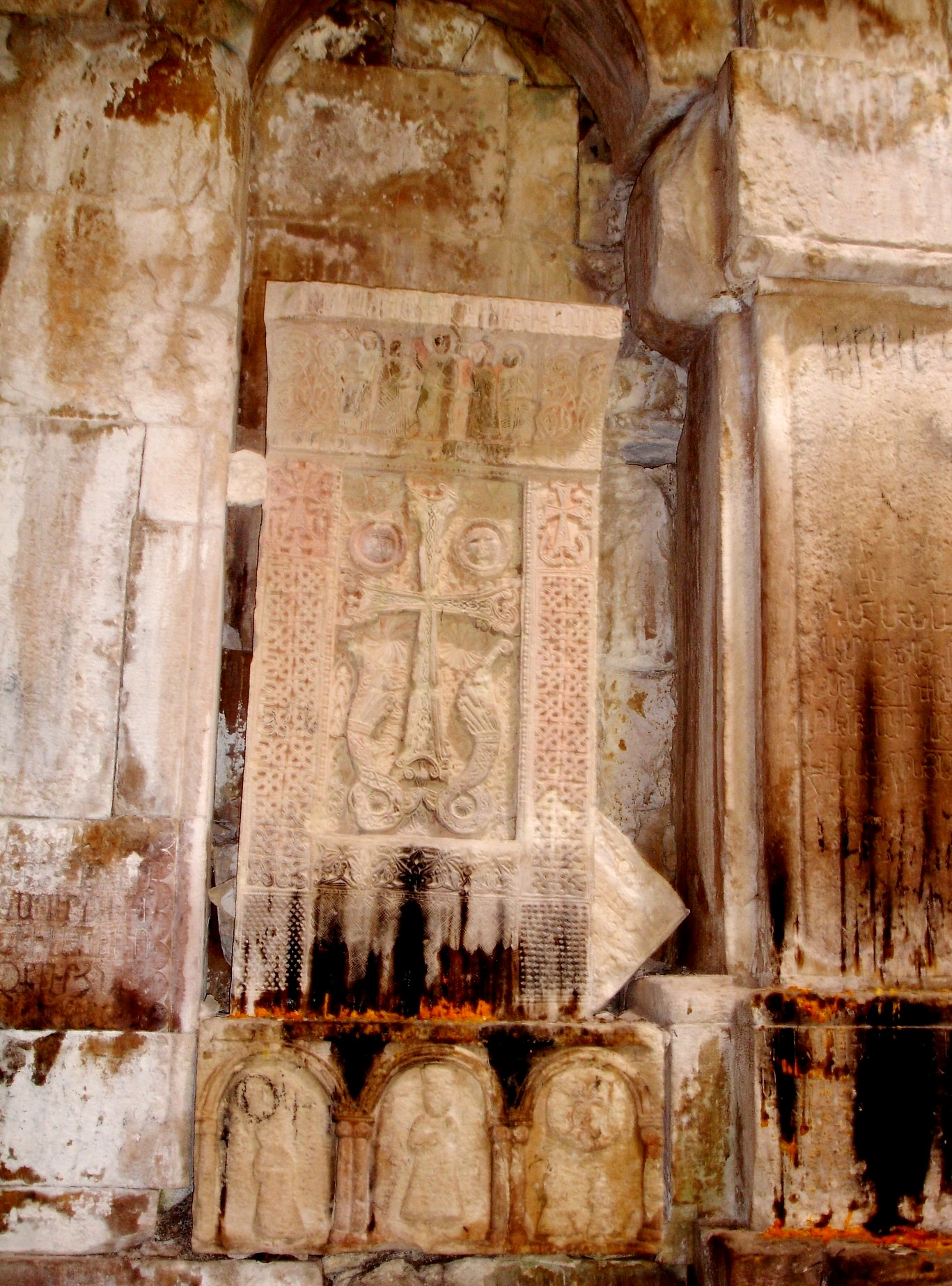
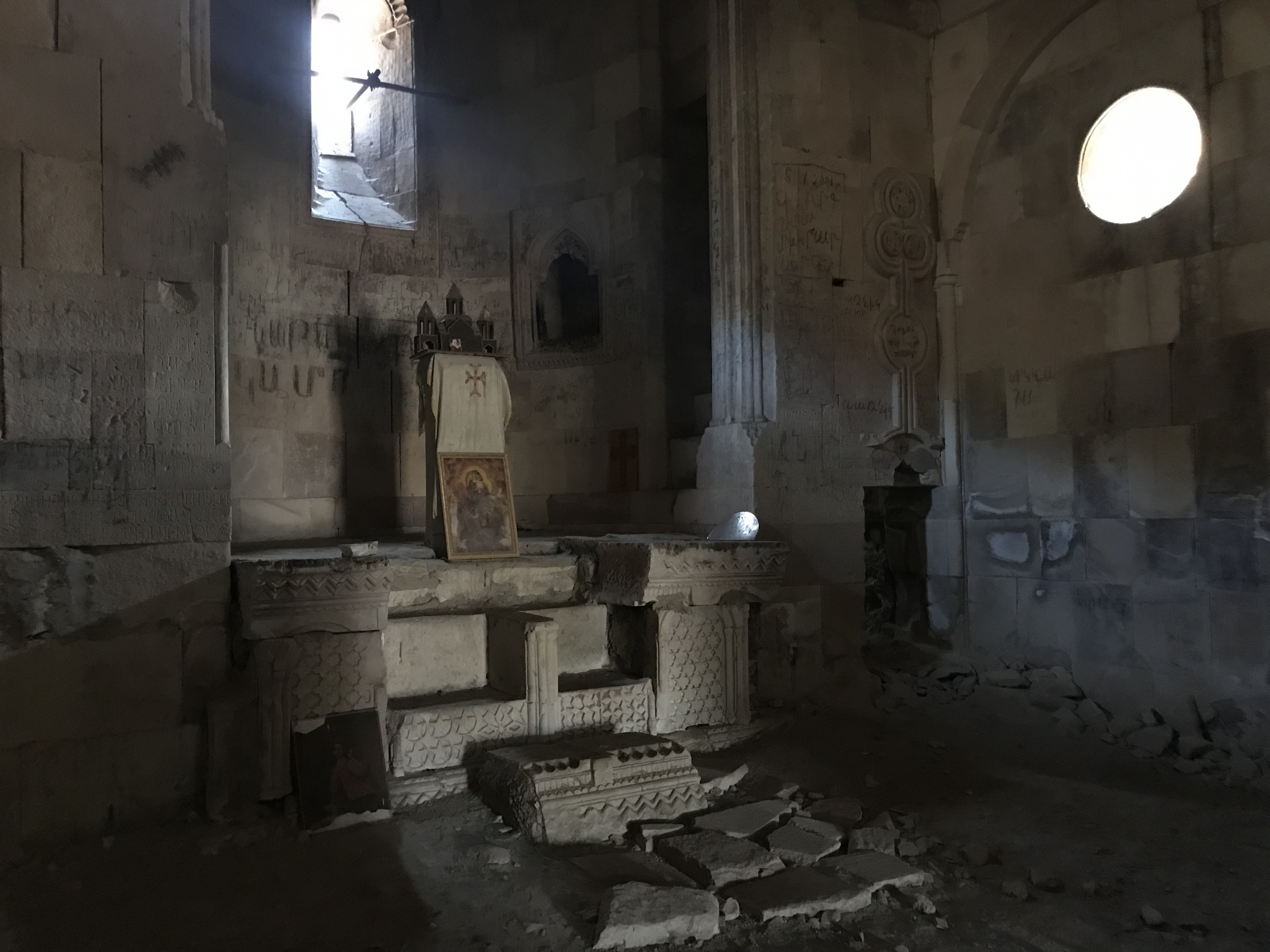
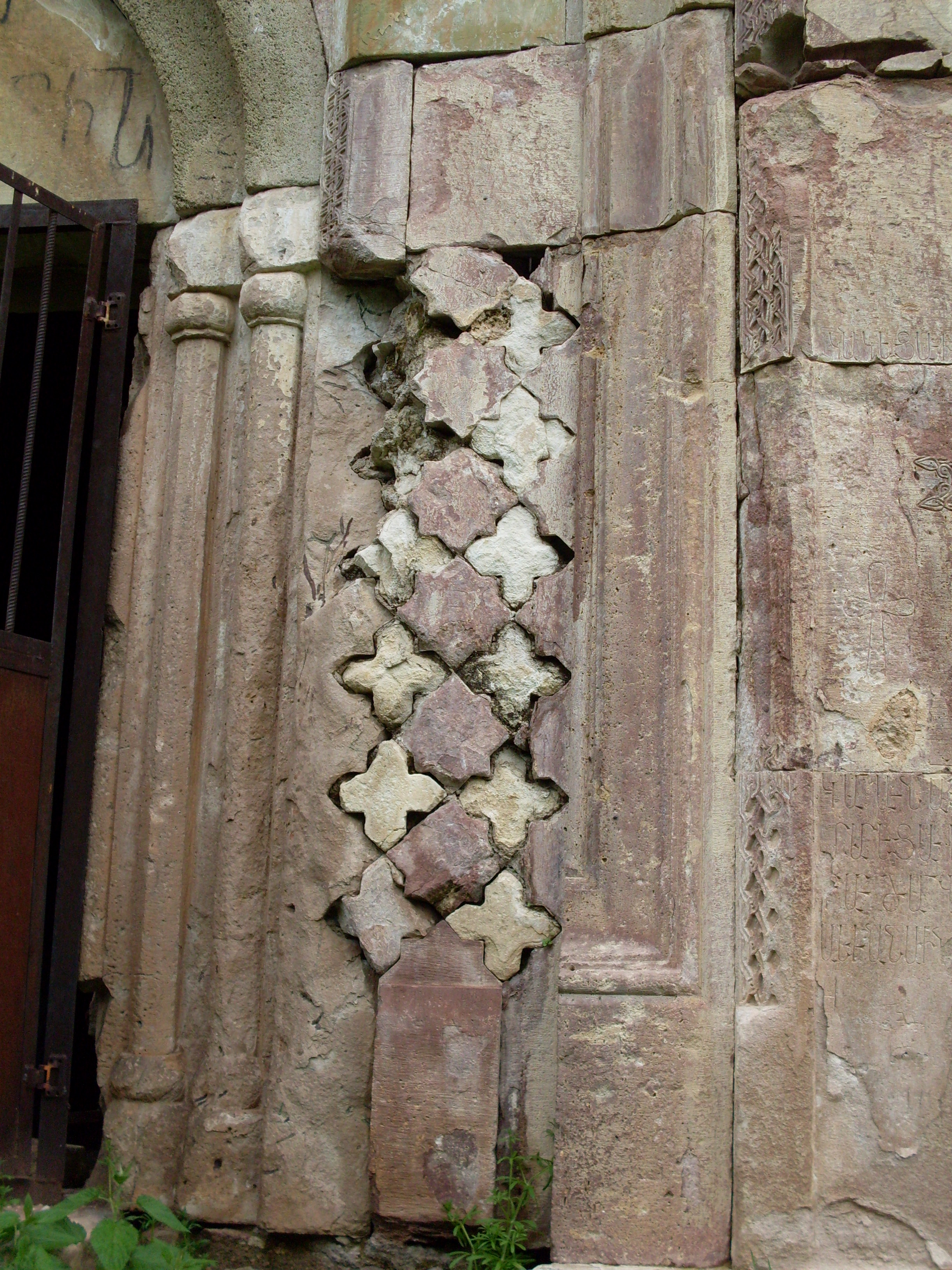
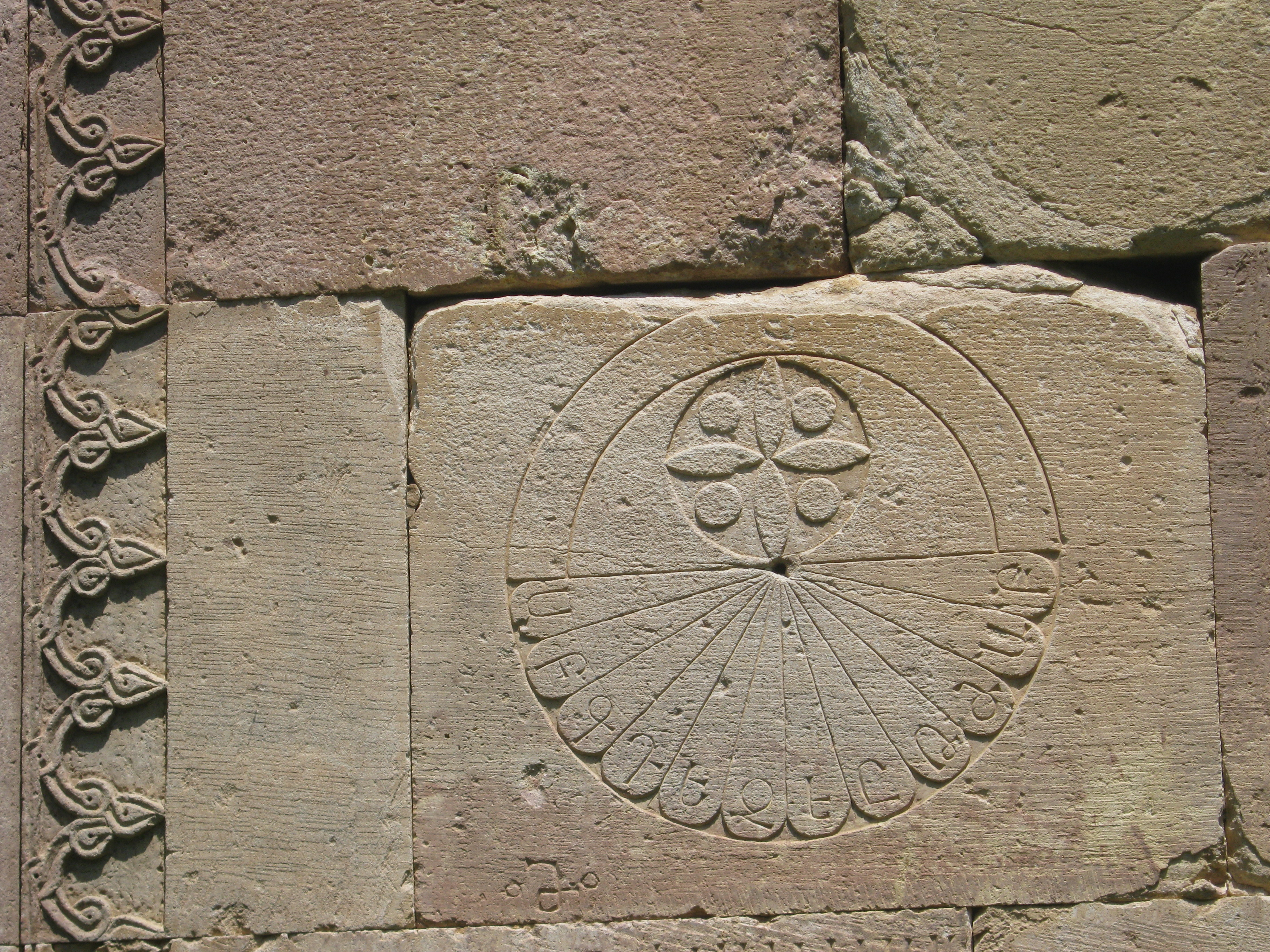